# Analyta albicillalis
Analyta albicillalis is een vlinder uit de familie van de grasmotten (Crambidae), uit de onderfamilie van de Spilomelinae. De wetenschappelijke naam van deze soort is voor het eerst gepubliceerd in 1863 door Julius Lederer.
De soort komt voor in Indonesië (Ambon).